# Linea Nishi-Kyūshū
La linea Nishi-Kyūshū (西九州線?, Nishi-Kyūshū-sen) è una linea ferroviaria giapponese a scartamento ridotto di circa 94 km che collega le città di Sasebo e Imari, collegando le prefetture di Nagasaki e Saga in Giappone. La linea è gestita dalla società Ferrovia di Matsuura ed è a trazione termica, con scartamento ridotto di 1067 mm.

## Servizi
In origine erano presenti treni che percorrevano l'interezza del percorso, tuttavia dal 15 luglio 1992 il servizio è diviso in due relazioni che terminano presso la stazione di Imari (Arita - Imari e Imari - Sasebo).
Dalla stazione di Tabira-Hiradoguchi a Sasebo è presente un servizio rapido che salta alcune fermate.

## Stazioni
●: Stops   |: Does not stop
Rapid Service: Down trains (to Sasebo) operate between Saza and Sasebo. Up trains (from Sasebo) operate between Sasebo and Tabira-Hiradoguchi.
| Station                  | Japanese     | Distance (km) | Rapid service | Transfers     | Location | Location |
| ------------------------ | ------------ | ------------- | ------------- | ------------- | -------- | -------- |
| Arita                    | 有田         | 0,0           |               | Linea Sasebo  | Arita    | Saga     |
| Midaibashi               | 三代橋       | 1,7           |               |               | Arita    | Saga     |
| Kurogō                   | 黒川         | 2,8           |               |               | Arita    | Saga     |
| Zōshuku                  | 蔵宿         | 3,8           |               |               | Arita    | Saga     |
| Nishi-Arita              | 西有田       | 4,8           |               |               | Arita    | Saga     |
| Ōgi                      | 大木         | 6,1           |               |               | Arita    | Saga     |
| Yamatani                 | 山谷         | 7,0           |               |               | Arita    | Saga     |
| Meotoishi                | 夫婦石       | 7,9           |               |               | Arita    | Saga     |
| Kanatake                 | 金武         | 9,8           |               |               | Imari    | Saga     |
| Kawahigashi              | 川東         | 11,6          |               |               | Imari    | Saga     |
| Imari                    | 伊万里       | 13,0          |               | Linea Chikuhi | Imari    | Saga     |
| Higashi-Yamashiro        | 東山代       | 16,3          |               |               | Imari    | Saga     |
| Sato                     | 里           | 17,5          |               |               | Imari    | Saga     |
| Kusuku                   | 楠久         | 18,6          |               |               | Imari    | Saga     |
| Naruishi                 | 鳴石         | 20,0          |               |               | Imari    | Saga     |
| Kubara                   | 久原         | 21,7          |               |               | Imari    | Saga     |
| Haze                     | 波瀬         | 22,8          |               |               | Imari    | Saga     |
| Uranosaki                | 浦ノ崎       | 24,8          |               |               | Imari    | Saga     |
| Fukushimaguchi           | 福島口       | 25,3          |               |               | Imari    | Saga     |
| Imabuku                  | 今福         | 27,5          |               |               | Matsuura | Nagasaki |
| Takashimaguchi           | 鷹島口       | 28,7          |               |               | Matsuura | Nagasaki |
| Maehama                  | 前浜         | 32,4          |               |               | Matsuura | Nagasaki |
| Tsukinokawa              | 調川         | 33,5          |               |               | Matsuura | Nagasaki |
| Matsuura                 | 松浦         | 35,6          |               |               | Matsuura | Nagasaki |
| Matsuura Hatsudensho-mae | 松浦発電所前 | 38,2          |               |               | Matsuura | Nagasaki |
| Mikuriya                 | 御厨         | 41,6          |               |               | Matsuura | Nagasaki |
| Nishikoba                | 西木場       | 44,4          |               |               | Matsuura | Nagasaki |
| Higashi-Tabira           | 東田平       | 46,3          |               |               | Hirado   | Nagasaki |
| Naka-Tabira              | 中田平       | 48,1          |               |               | Hirado   | Nagasaki |
| Tabira-Hiradoguchi       | たびら平戸口 | 51,2          | ●             |               | Hirado   | Nagasaki |
| Nishi-Tabira             | 西田平       | 53,8          | \|            |               | Hirado   | Nagasaki |
| Suetachibana             | すえたちばな | 58,1          | \|            |               | Sasebo   | Nagasaki |
| Emukae-Shikamachi        | 江迎鹿町     | 60,0          | ●             |               | Sasebo   | Nagasaki |
| Takaiwa                  | 高岩         | 61,4          | \|            |               | Sasebo   | Nagasaki |
| Inotsuki                 | いのつき     | 64,9          | \|            |               | Sasebo   | Nagasaki |
| Senryūgataki             | 潜竜ヶ滝     | 66,5          | \|            |               | Sasebo   | Nagasaki |
| Yoshii                   | 吉井         | 68,8          | ●             |               | Sasebo   | Nagasaki |
| Kōda                     | 神田         | 70,3          | \|            |               | Saza     | Nagasaki |
| Seihō-Kōkōmae            | 清峰高校前   | 72,4          | \|            |               | Saza     | Nagasaki |
| Saza                     | 佐々         | 74,0          | ●             |               | Saza     | Nagasaki |
| Koura                    | 小浦         | 75,8          | ●             |               | Saza     | Nagasaki |
| Masaru                   | 真申         | 77,7          | \|            |               | Sasebo   | Nagasaki |
| Tanagata                 | 棚方         | 78,3          | ●             |               | Sasebo   | Nagasaki |
| Ainoura                  | 相浦         | 79,7          | ●             |               | Sasebo   | Nagasaki |
| Daigaku                  | 大学         | 80,9          | ●             |               | Sasebo   | Nagasaki |
| Kami-Ainoura             | 上相浦       | 81,7          | ●             |               | Sasebo   | Nagasaki |
| Motoyama                 | 本山         | 83,5          | ●             |               | Sasebo   | Nagasaki |
| Nakazato                 | 中里         | 84,0          | \|            |               | Sasebo   | Nagasaki |
| Kaize                    | 皆瀬         | 85,5          | \|            |               | Sasebo   | Nagasaki |
| Nonaka                   | 野中         | 86,2          | \|            |               | Sasebo   | Nagasaki |
| Hidariishi               | 左石         | 87,4          | ●             |               | Sasebo   | Nagasaki |
| Senpukuji                | 泉福寺       | 88,4          | ●             |               | Sasebo   | Nagasaki |
| Yamanota                 | 山の田       | 89,5          | \|            |               | Sasebo   | Nagasaki |
| Kita-Sasebo              | 北佐世保     | 90,6          | ●             |               | Sasebo   | Nagasaki |
| Naka-Sasebo              | 中佐世保     | 92,6          | \|            |               | Sasebo   | Nagasaki |
| Sasebo-Chūō              | 佐世保中央   | 92,8          | ●             |               | Sasebo   | Nagasaki |
| Sasebo                   | 佐世保       | 93,8          | ●             | Linea Sasebo  | Sasebo   | Nagasaki |